# Адамовичі (рід)
Адамо́вичі (пол. Adamowicz, нім. Adamowitz, рос. Адамовичи) — декілька шляхетських родів руського, литовського і татарського походження. Піддані Литви, Речі Посполитої, Курляндії, Росії. Внесені в VI частину генеалогічних книг Віленської, Волинської, Гродненської, Ковенської, Мінської, Могилевської і Смоленської губерній Російської імперії.

## Список
1. Адамовичі гербу Леліва (Adamowicz-Starowolski). Русько-литовський рід. 
Адамовичі-Старовольські, Старовольські: з Віленської, Ковенської, Мінської губерній.
Адамовичі-Говарковські (Adamowicz-Gowarkowski): з Мінської губернії.
2. Адамовичі гербу Адамович-Леліва (відміна Леліви).
3. Адамовичі гербу Любич: з Ковенської губернії.
4. Адамовичі гербу Адамович-Труби (відміна Труб). Походить від Станіслава Адамовича (1590) з Віленського повіту.
5. Адамовичі гербу Вадвич (відомі як Адамковичі).
6. Адамовичі невідомого гербу Любич: з Київської губернії.
7. Адамовичі-Татарські: з Мінського повіту.

## Адамовичі гербу Адамович-Леліва

Герб Адамович-Леліва

Адамовичі гербу Адамович були відгалуженням роду Адамовичів гербу Леліва. Вперше представники цієї нової гілки згадуються під 1599 роком.
Використовували власний герб, що є відміною Леліви.
Внесені до списків курляндського лицарства: фон Адамовичі, звані Адамами (нім. von Adamowicz, genannt Adam).

### Представники
- Людвіг (1884—1943) — випускник Дерптського університету (1904—1909)[2]

## Адамовичі гербу Леліва

Герб Леліва

Згідно з Бонецьким, Адамовичі гербу Леліва походили від невідомого вояка Адама. Він служив литовським князям, воював із татарами і двічі був литовським послом до Орди. Князь Монтвид, син литовського короля Гедиміна, дарував цьому Адамові свій герб Леліва, а польський король Володислав Ягайло, онук Гедиміна, затвердив шляхетство і герб особливим дипломом. Потомки цього Адама носили руське прізвище Адамовичів. 
У XVI ст. рід Адамовичів був розподілений на 4 великі гілки, які змінили свої прізвища за назвами маєтків: Покривницькі (Pokrzywnicki), Мутикальські (Mutykalski), Раковецькі (Rakowiecki) і Старовольські (Starowolski, від Старої Волі в Берестейському воєводстві). Із цих гілок лише остання продовжувала використовувати прізвище Адамовичів. Її представники інколи називали себе Старовольськими або Адамовичами-Старовольськими.
Протягом XVII—XVIII ст. Адамовичі-Старовольські мешкали у Литві й займали земські уряди в Жемайтійському князівстві. Цей рід також розділився на кілька гілок: Адамовичі гербу Адамович-Леліва тощо.
Підписи  Адамовичів знаходимо на документах про вибрання Августа ІІ королем Польщі (1697), скликання посполитого рушення (1698), виборах 1733 року.
1775 року Адамовичі стали дідичами Орельського маєтку над річкою Дітва в Лідському повіті.
Після поділів Речі Посполитою Адамовичі зберегли за собою шляхетські права. 1848 року їх було занесено до матрикулів шляхти Царства Польського, а 1856 року — зараховано до дворянства Російської імперії. Також Адамовичі числилися у дворянських книгах Віленської, Ковенської (1845—1866), Мінської губерній (1840—1857).
Інша гілка роду — Адамовичі-Говарковські (Adamowicz-Gowarkowski) отримали дворянські права в Росії 1846 року й були внесені до дворянських книг Мінської губернії.

## Адамовичі гербу Любич

Герб Любич

Походження Адамовичів гербу Любич невідоме. 
1804 року вони були записані до дворянської книги Ковенської губернії.

## Адамовичі-Ермаутські

Герб Адамовичів-Ермаутських

Адамовичі-Ермаутські (Adamowicz von Ermauth) походять від галицького полковника Яна Адамовича. 16 серпня 1895 року імператор Австро-Угорщини нобілітував його, надавши німецьке прізвище фон Ермаут і герб за заслуги у мексиканській кампанії 1864—186 років.

## Адамовичі невідомого гербу
Походження невідоме. 
1808 року записані до дворянської книги Київської губернії.

### Представники
- Юзеф (?—?) ∞ Софія Йогер.
  -  Адам-Фердинанд (1802—1881), російський лікар, освітянин.

## Адамовичі-Татарські

Герб татарських Адамовичів

Згідно з Дзядулевичем Адамовичі були відгалуженням роду Давидовичів гербу Стріла. 
Близько 1520 року згадується родоначальник Адамовичів — Адам Давидович. Його син, Станіслав Давидович був володарем Муступів у Мінському повіті.
У Адама було 3 дочок: Янухна, Абдрухмана і Солтана. Остання мала 2 синів — Іссупа й Ахмета, які дали початок іншим лініям Адамовичів.
Татарські Адамовичі використовували за герб видозмінену Леліву із двома стрілами.

## Герби

Адамович III

## Адамовичі-Українські
- Нащадки Дем'яна Адамовича (XVIII ст.). Використовували герб Леліва.
- Герасим Адамович — архіваріус[7].
- Симеон Адамович (? — після 1677) — ніжинський протопоп[8].